# جفری هیو ویتبی هاولت
جفری هیو ویتبی هاولت (انگلیسی: Geoffrey Howlett؛ زادهٔ ۵ فوریهٔ ۱۹۳۰ – ۲۱ آوریل ۲۰۲۲) فرد نظامی اهل بریتانیا بود. وی همچنین برندهٔ جوایزی همچون صلیب نظامی شده بود.